# Heinrich Lemberg
Heinrich Lemberg (* 25. März 1902 in Essen; † 13. Mai 1976) war ein deutscher Politiker (SPD). Er war von 1958 bis 1966 Mitglied des Landtags von Nordrhein-Westfalen.

## Leben
Nachdem er die Volksschule verlassen hatte, begann Heinrich Lemberg im Januar 1916 als Bergarbeiter zu arbeiten. Er übte diesen Beruf bis März 1948 aus, von 1948 bis 1958 war er Angestellter eines Bergbaubetriebs.
Lemberg war seit 1922 Mitglied der SPD und der Gewerkschaft. Im Jahr 1946 wurde er in Mülheim an der Ruhr Stadtverordneter und war dort stellvertretender Vorsitzender der SPD-Stadtratsfraktion. Bei den Landtagswahlen 1958 und 1962 wurde Lemberg jeweils als Direktkandidat der SPD im Wahlkreis 68 (Mülheim II) in den nordrhein-westfälischen Landtag gewählt, er war Abgeordneter vom 21. Juli 1958 bis zum 23. Juli 1966.